# Andy Warhol

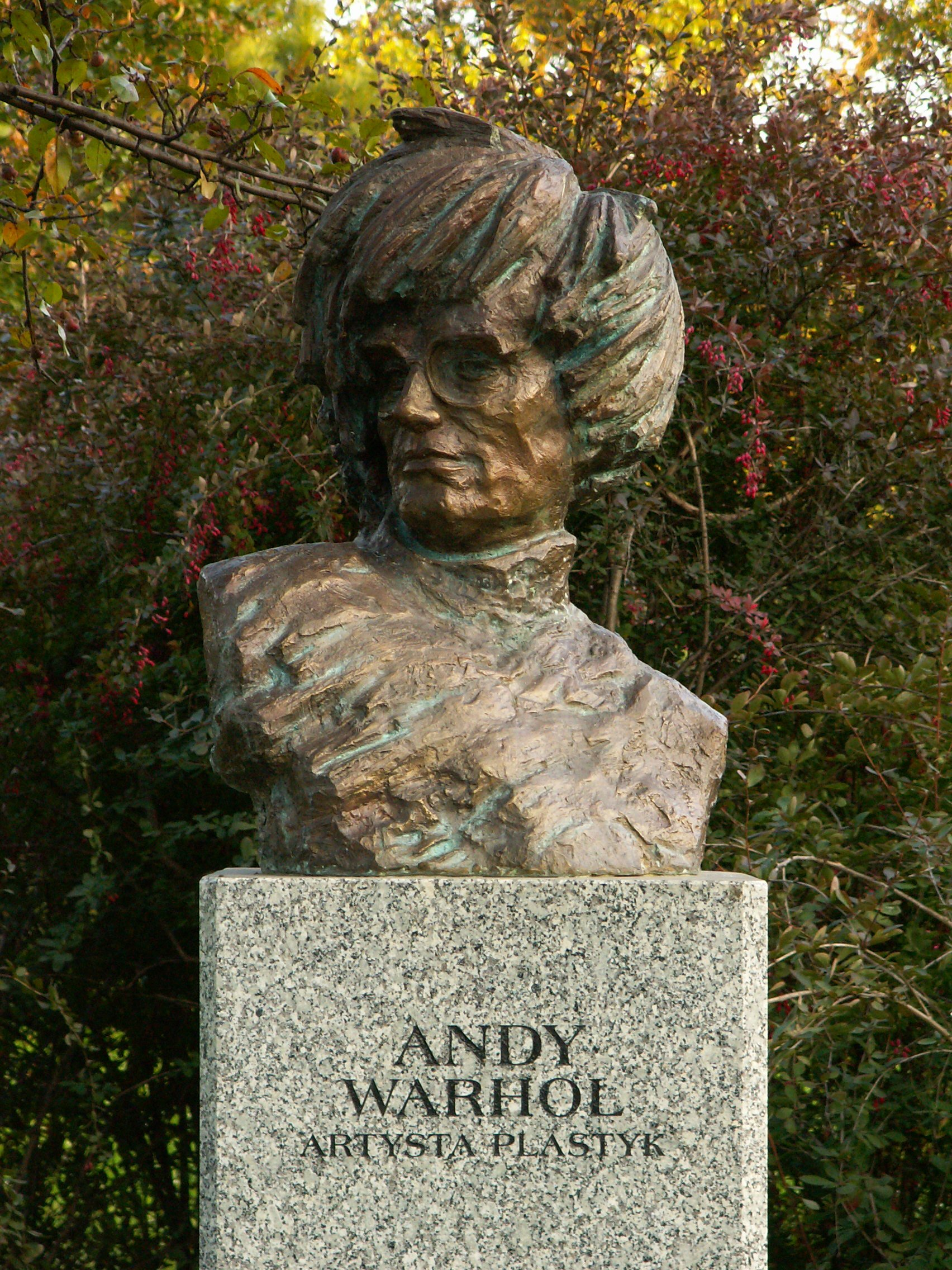
Andy Warhol na Skwerze Harcerskim w Kielcach

Andy Warhol (ur. 6 sierpnia 1928 w Pittsburghu, zm. 22 lutego 1987 w Nowym Jorku) – amerykański artysta, jeden z głównych przedstawicieli pop-artu, znany przede wszystkim z prostych i seryjnych kompozycji o wysokim kontraście kolorystycznym, do których używał techniki serigrafii. Powstałe dzięki tej metodzie sitodruki prezentują produkty konsumpcyjne z przeciętnej amerykańskiej lodówki, tj.: puszki Coca-Coli czy zupy pomidorowej Campbell, oraz przedmioty z życia codziennego, np. maki, banany, pudełka proszku Brillo. Serigrafia umożliwiła Warholowi odtwarzanie wystylizowanych portretów największych gwiazd świata rozrywki, do których należeli: Brigitte Bardot, Marilyn Monroe, Elvis Presley, Jacqueline Kennedy Onasis, Marlon Brando, Elizabeth Taylor. Tworzył także wizerunki innych powszechnie znanych postaci, którymi byli wówczas Mao Zedong, Włodzimierz Lenin czy Joseph Beuys. Andy Warhol traktował wszystko co malował przedmiotowo i bez zbędnych emocji. Proszek Brillo i banknoty dolarowe miały dla niego taką samą wartość jak podobizny ludzi mu współczesnych – wszystko to artykuły konsumpcyjne społeczeństwa amerykańskiego, przedmioty pop.

## Życiorys

### Młodość i początki sławy
Andrew Warhol urodził się 6 sierpnia 1928 r. w Pittsburgu w Pensylwanii jako Andrew Warhola. Jego rodzice, Andrij (Andrew) Warhola i Ulija (Julia) Justyna Zavacka (nazwisko Warhola zmienili na Warhol po przyjeździe do USA), byli ubogimi imigrantami z klasy robotniczej. Pochodzili z mniejszości grekokatolików łemkowskich ze wsi Miková w dzisiejszym powiecie Stropkov, niedaleko miasta Medzilaborce w północno-wschodniej Słowacji.
Młody Andrew Warhol zachorował na pląsawicę, prawdopodobnie będącą powikłaniem szkarlatyny. Miało to na zawsze zmienić wygląd i życie przyszłego artysty nurtu pop.
Zdolności artystyczne, które widoczne były już od młodzieńczych lat, najprawdopodobniej zadecydowały o wyborze kierunku studiów, jakim było projektowanie użytkowe na Carnegie Mellon University w Pittsburghu. Ukończył studia w dziedzinach: socjologii, psychologii, historii sztuki oraz grafiki reklamowej. W 1949 r. przeprowadził się do Nowego Jorku, międzynarodowego centrum artystycznego od czasu zakończenia II wojny światowej, aby tam zacząć karierę jako ilustrator czasopism i twórca reklam. Jednak lata 50. były jeszcze, pod względem artystycznym, dość odmienne od następnych, w których zaliczał się już do pop-artystów. Warhol był dobrym rysownikiem. Do jego popularności przyczyniły się rysunki butów wykonane kolorowym tuszem.
W latach 60. zaczął używać sitodruku do produkcji obrazów z amerykańskimi produktami, tj. z zupą Campbell’s i Coca-Colą. Szukał sposobu nie tylko na tworzenie sztuki posługującej się produktami kultury masowej, ale chciał przede wszystkim sztukę produkować masowo. Powiadał, że chce być jak maszyna. W swoim atelier, The Factory, położonym przy Union Square w Nowym Jorku, zatrudniał i nadzorował artystów zaangażowanych w produkcję druków, butów, filmów, książek itp.
Większość rzeczy wytwarzanych przez Andy’ego Warhola obracała się wokół konceptu szeroko pojętej kultury amerykańskiej. Malował pieniądze, jedzenie, damskie obuwie, ważne osobistości i gwiazdy, wycinki z gazet oraz przedmioty codziennego użytku. Według niego te właśnie wyobrażenia reprezentowały kulturalne wartości Stanów Zjednoczonych. Dla przykładu Coca-Cola utożsamiana była z demokratyczną równością:
What’s great about this country is that America started the tradition where the richest consumers buy essentially the same things as the poorest. You can be watching TV and see Coca-Cola, and you know that the President drinks Coke, Liz Taylor drinks Coke, and just think, you can drink Coke, too. A Coke is a Coke and no amount of money can get you a better Coke than the one the bum on the corner is drinking. All the Cokes are the same and all the Cokes are good. Liz Taylor knows it, the President knows it, the bum knows it, and you know it.
(Wspaniałe w tym kraju jest to, że Ameryka zaczęła tę tradycję, w której najbogatsi konsumenci kupują zasadniczo te same rzeczy co najbiedniejsi. Możesz oglądać telewizję i zobaczyć Coca-Colę i wiesz, że prezydent pije Colę, Liz Taylor pije Colę i pomyśl, że ty też możesz pić Colę. Cola to Cola i za żadną sumę pieniędzy nie kupisz lepszej Coli od tej jaką pije bezdomny na rogu. Wszystkie Cole są takie same i wszystkie Cole są dobre. Liz Taylor to wie, prezydent to wie, bezdomny to wie i ty to wiesz.)
Powyższy cytat jest typowym komentarzem jaki udzielał Warhol, wypowiadając przy tym każde słowo z kamienną twarzą. Krytycy nadal się spierają na temat powagi, z jaką powinni podchodzić do tego typu stwierdzeń Warhola.
Używał popularnej symboliki i metod, aby jak najlepiej wyobrazić amerykańską tożsamość kulturalną XX w. Definiując ją na swój sposób, Warhol stworzył główny temat i zarazem rezultat swojej sztuki. A ponieważ amerykańska kultura miała ogromny wpływ na resztę świata, Warhol cieszy się nadal popularnością.
Poza światem sztuki, Warhol jest najbardziej znany z powiedzenia:
In the future everyone will be famous for 15 minutes.
(W przyszłości każdy będzie sławny przez 15 minut.)
Później powiedział dziennikarzom:
My new line is, 'In fifteen minutes, everybody will be famous’.
(Za 15 minut każdy będzie sławny.)

### Osoba towarzyska i samotnik

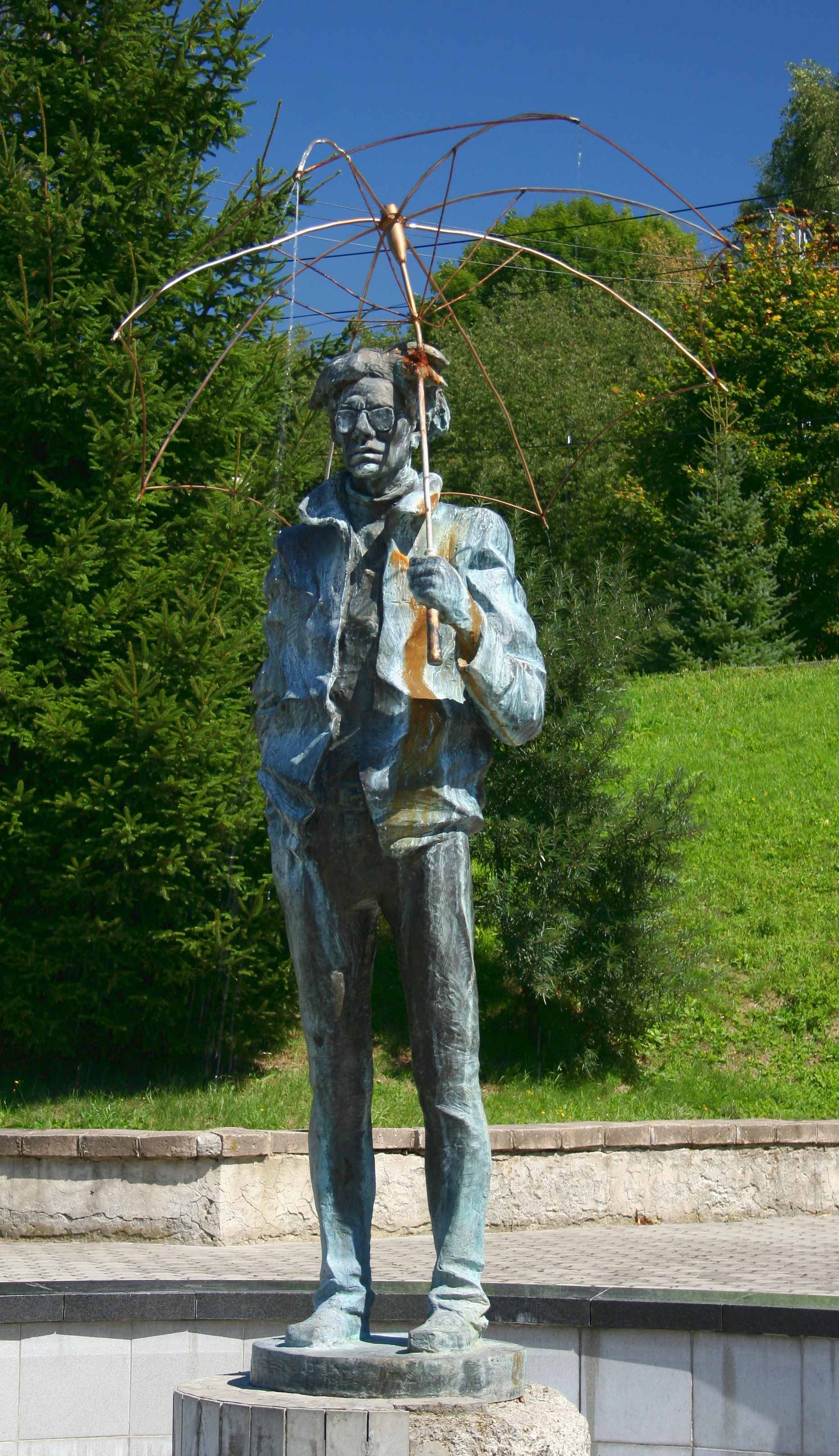
Pomnik Andy’ego Warhola w Medzilaborcach, przed muzeum poświęconym jego sztuce

Warhol udzielał się towarzysko w dwóch klubach nocnych w Nowym Jorku: Serendipity i Studio 54. Był powszechnie uważany za osobę spokojną i nieśmiałą, ale również za wnikliwego obserwatora. Większość, w żartach, wyrażała się o nim jako death warmed over (odgrzana śmierć). Cieszył się także dość niepochlebną opinią człowieka złośliwego i manipulanta. Jego sprzeczna osobowość dała początek przezwisku Drella, czyli połączenie wyrazów Dracula i Cinderella (Kopciuszek).
Warhol regularnie zgłaszał się na ochotnika do schronisk dla bezdomnych w Nowym Jorku, zwłaszcza podczas najbardziej pracowitych dni w roku. Mówił o sobie, że jest osobą religijną. Regularnie uczestniczył w mszach świętych. Postrzegał siebie jednak jako człowieka niezaakceptowanego przez środowisko religijne ze względu na swój homoseksualizm. Wiele jego późniejszych dzieł zawiera ukryte tematy religijne, a główną część jego twórczości o tematyce sakralnej znaleziono w jego domu już po jego śmierci.
3 czerwca 1968 r. został postrzelony w klatkę piersiową przez Valerie Solanas. Była założycielką grupy Society for Cutting Up Men i wydała manifest S.C.U.M. Manifesto, który jest postrzegany jako radykalny tekst feministyczny. W rzeczywistości Solanas była jedyną członkinią S.C.U.M. Aresztowana dzień po zamachu na życie Andy’ego Warhola, powiedziała:
He had too much control over my life.
(Za bardzo panował nad moim życiem.)
Solanas otrzymała broń od Davida Horvitza, wymieniając skradziony obraz Warhola na pistolet. Do dziś Horvitz odmawia zwrócenia dzieła, twierdząc, że otrzymał je dzięki uczciwej wymianie. Warhol doznał ciężkich obrażeń fizycznych, które także odbiły się na jego psychice (musiał nosić gorset wspierający). Strzały wywarły trwały skutek na życiu i twórczości Warhola, a działalność The Factory zaczęła być bardziej kontrolowana.

### Seksualność
Andy Warhol utożsamiał się jako gej. W pamiętnikach, The Warhol Diaries, otwarcie pisze o swoich relacjach z mężczyznami. Jednak u początków kariery podawał okazjonalnie do prasy, że miał dziewczyny. Działo się to w czasach, gdy w Ameryce temat homoseksualności był jeszcze tematem tabu, a geje tacy jak: Liberace i Paul Lynde byli tylko akceptowani jako dandysi. Tematyka homoseksualna w twórczości Warhola była często pomijana przez publiczność, nieświadomą znaczenia drag queen, oraz innych postaci ważnych dla środowisk gejowskich, które często przewijały się w jego dziełach. Gdy Warhol był publicznie naciskany, aby rozmawiać o swojej seksualności, często odpowiadał żartobliwie i wymijająco. Twierdził, że ma niskie libido, a ci, którzy go znali, mówili że przytulanie i dotykanie wywołuje w nim poczucie dyskomfortu.

### Lata 70.

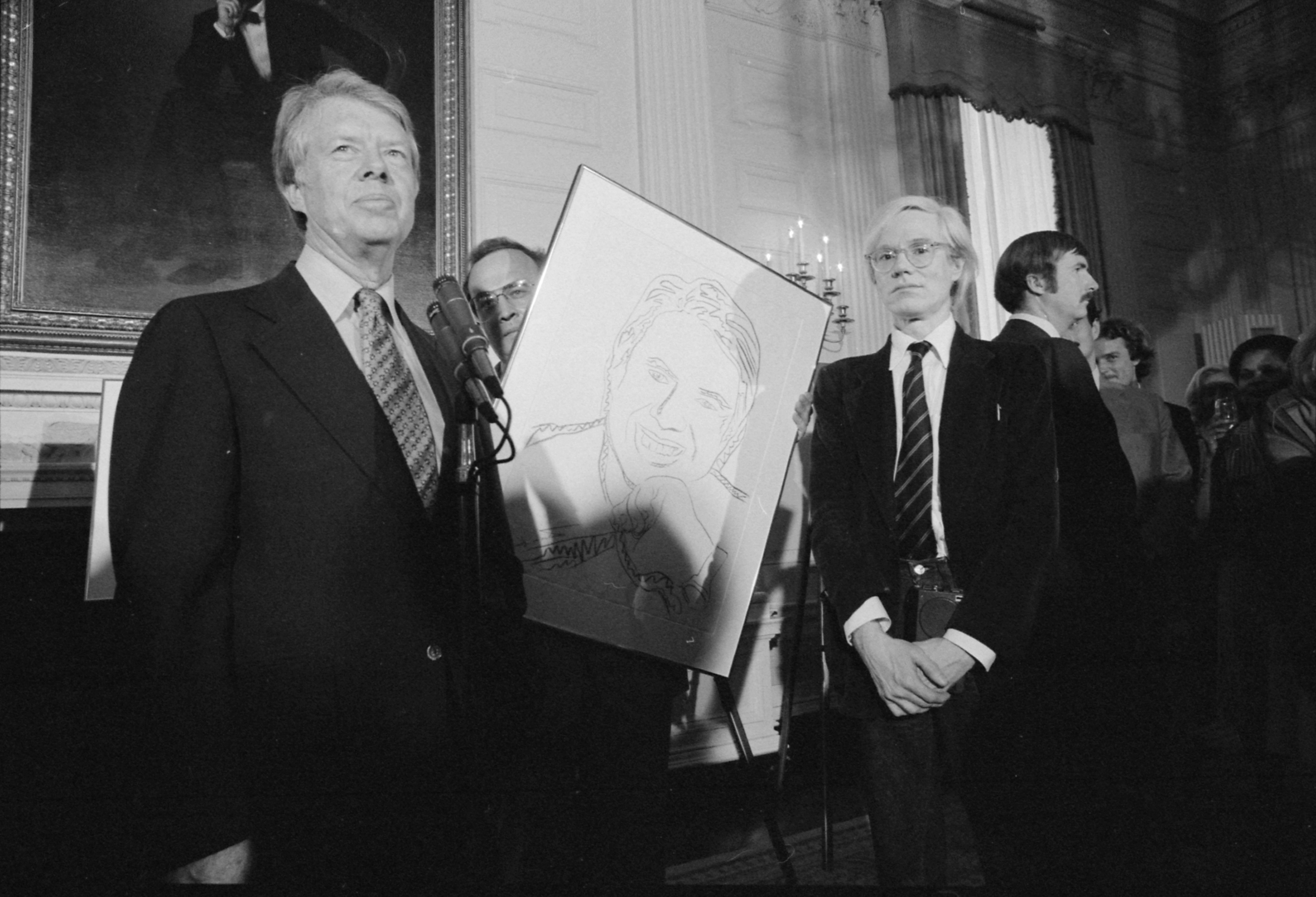
Andy Warhol (po prawej) i prezydent Jimmy Carter (po lewej), 1977

W porównaniu z sukcesem i skandalem wywołanym przez innowacyjność Warhola w latach 60., dekada lat 70. była pod tym względem spokojniejsza. Warhol prezentował się jako osoba przedsiębiorcza. Według Boba Colacellego, autora biografii Warhola, artysta poświęcał większość czasu na szukaniu nowych i bogatych patronów na zlecenia do malowania portretów, m.in. Micka Jaggera, Brigitte Bardot i Michaela Jacksona.
W 1972 na potrzeby kampanii prezydenckiej demokraty George’a McGoverna stworzył słynny plakat wyborczy Vote McGovern, na którym przedstawił podobiznę ubiegającego się o reelekcję Richarda Nixona z napisem „Vote McGovern”.
Założył także w 1969 r., wraz z Gerardem Malangą, magazyn Interview i wydał w 1975 r.: The Philosophy of Andy Warhol. W książce przedstawił swoje pomysły dotyczące natury sztuki:
Making money is art, and working is art and good business is the best art.
(Zarabianie jest sztuką i praca jest sztuką, a dobry biznes jest najlepsza sztuką.)

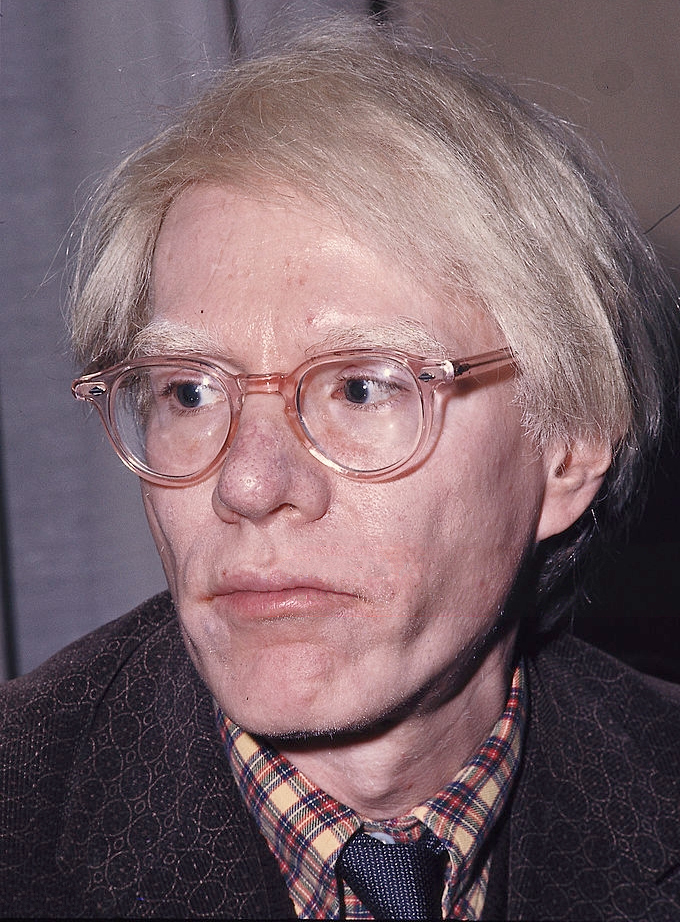
Andy Warhol (1975)

W 1976 wykonał portret demokraty Jimmy’ego Cartera, ubiegającego się o prezydenturę. Polityk kilka miesięcy później wygrał wybory i został prezydentem USA.

### Lata 80.

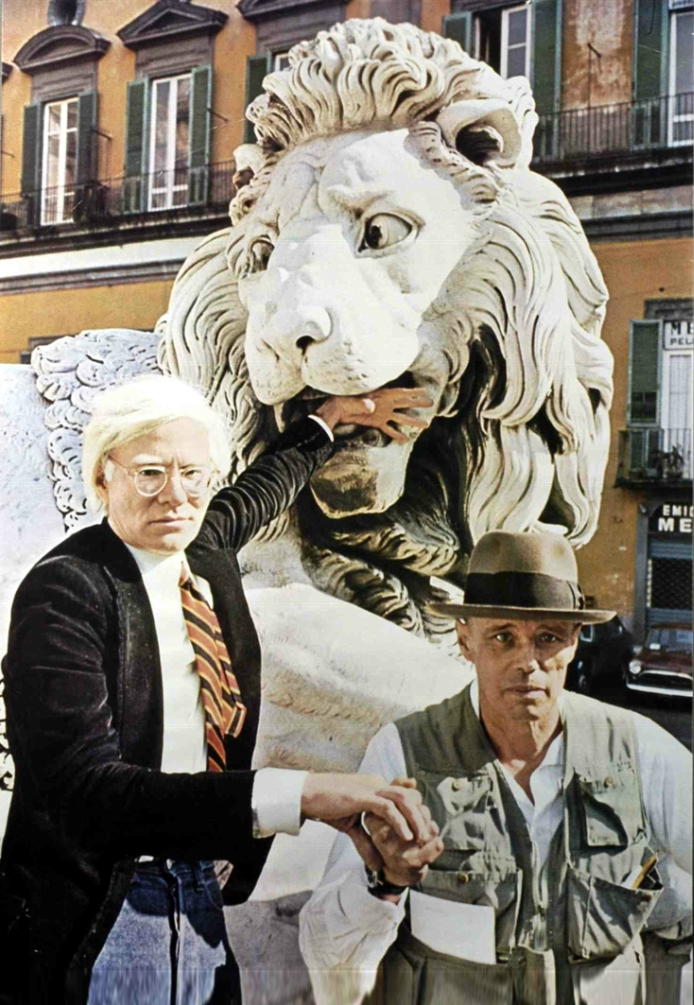
Andy Warhol i Joseph Beuys w Neapolu (1980)

W 1980 artysta zrealizował cykl Dziesięć portretów Żydów XX wieku. Lata 80. w twórczości Warhola charakteryzują się powrotem do sukcesu finansowego i krytycznego. Częściowo stało się tak z powodu jego powiązań i przyjaźni z pewną grupą młodych i płodnych artystów, którzy wówczas zdominowali rynek zwyżkujący sztuki w Nowym Jorku lat osiemdziesiątych. Należeli do nich: Julian Schnabel, David Salle i tzw. neoekspresjoniści, Francesco Clemente, Enzo Cucchi oraz przedstawiciele transawangardy. Szczególne znaczenie miał bliski przyjaciel Warhola, Jean-Michel Basquiat, z którym współpracował przy niektórych seriach. Pomimo plotek, iż czuł się zdominowany przez Warhola, był dotknięty jego śmiercią, a wielu przypuszcza, że przyczyniła się pośrednio do jego upadku, który zakończył się śmiercią z powodu przedawkowania w wieku 27 lat.

### Śmierć

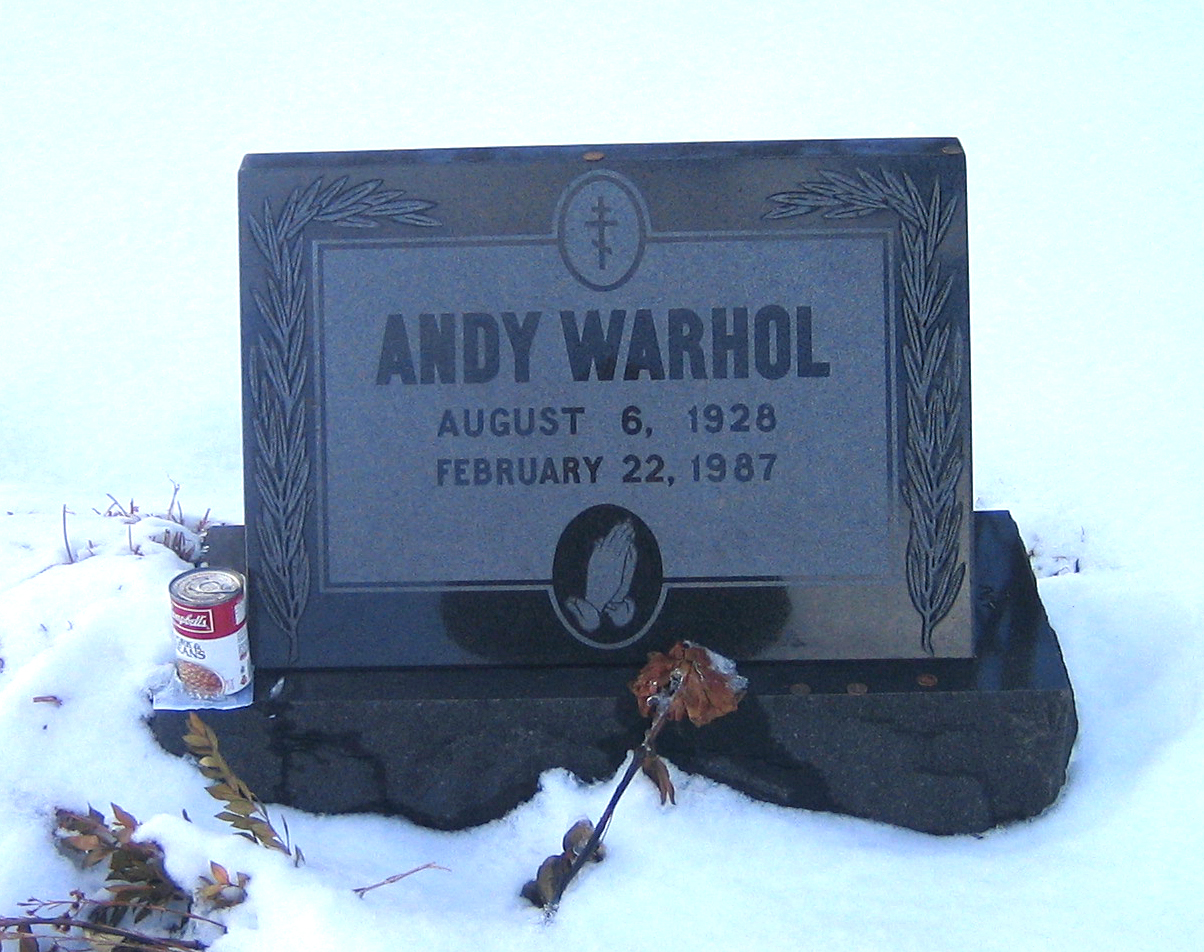
Grób Andy’ego Warhola na cmentarzu greckokatolickim (unickim) St. John the Baptist w Bethel Park

Andy Warhol zmarł 22 lutego 1987 r. w wieku 58 lat w szpitalu w Nowym Jorku podczas rekonwalescencji po rutynowej operacji usunięcia pęcherzyka żółciowego. Bezpośrednią przyczyną śmierci była arytmia serca, która pojawiła się po operacji. Warhol bał się szpitali i wizyt lekarskich, dlatego też odwlekał zbadanie narastającego problemu. Być może ma to związek z tym, iż ojciec Andy’ego zmarł nagle podczas pobytu w szpitalu.
Został pochowany na cmentarzu greckokatolickim St. John the Baptist w Bethel Park, w Pensylwanii, na południe od Pittsburgha. Znajoma artysty, Yoko Ono, była jedną z osób przemawiających na pogrzebie. Andy napisał kiedyś, że pragnie, aby na jego nagrobku nie było nic poza słowem „Figment” (tłum. fikcja, wymysł). Jednak ten nagrobek to niewielka prosta marmurowa płyta z imieniem i nazwiskiem oraz datami urodzin i śmierci.
Warhol był posiadaczem tak wielu przedmiotów, że sprzedanie całego majątku zajęło domowi aukcyjnemu Sotheby’s 9 dni. Dochód ze sprzedaży wyniósł ponad 20 milionów dolarów.

## Twórczość

### Malarstwo
Droga artystyczna, którą podążał Andy Warhol, zawiodła go na szczyt w dziedzinie ilustracji reklamowej. Jednak, nim doszedł do produkcji sitodruków w stylu pop, używał innych metod artystycznych. Pierwszym krokiem były rysunki obuwia czy autoportrety. W szkole artystycznej tworzył obrazy, jednak jego późniejsze dzieła głównie składały się z ilustracji wykonanych tuszem dla hurtowni i czasopism. Andy Warhol zawsze marzył o tym, by stać się prawdziwym artystą, a na razie czuł, że nie jest traktowany jak poważny ilustrator.

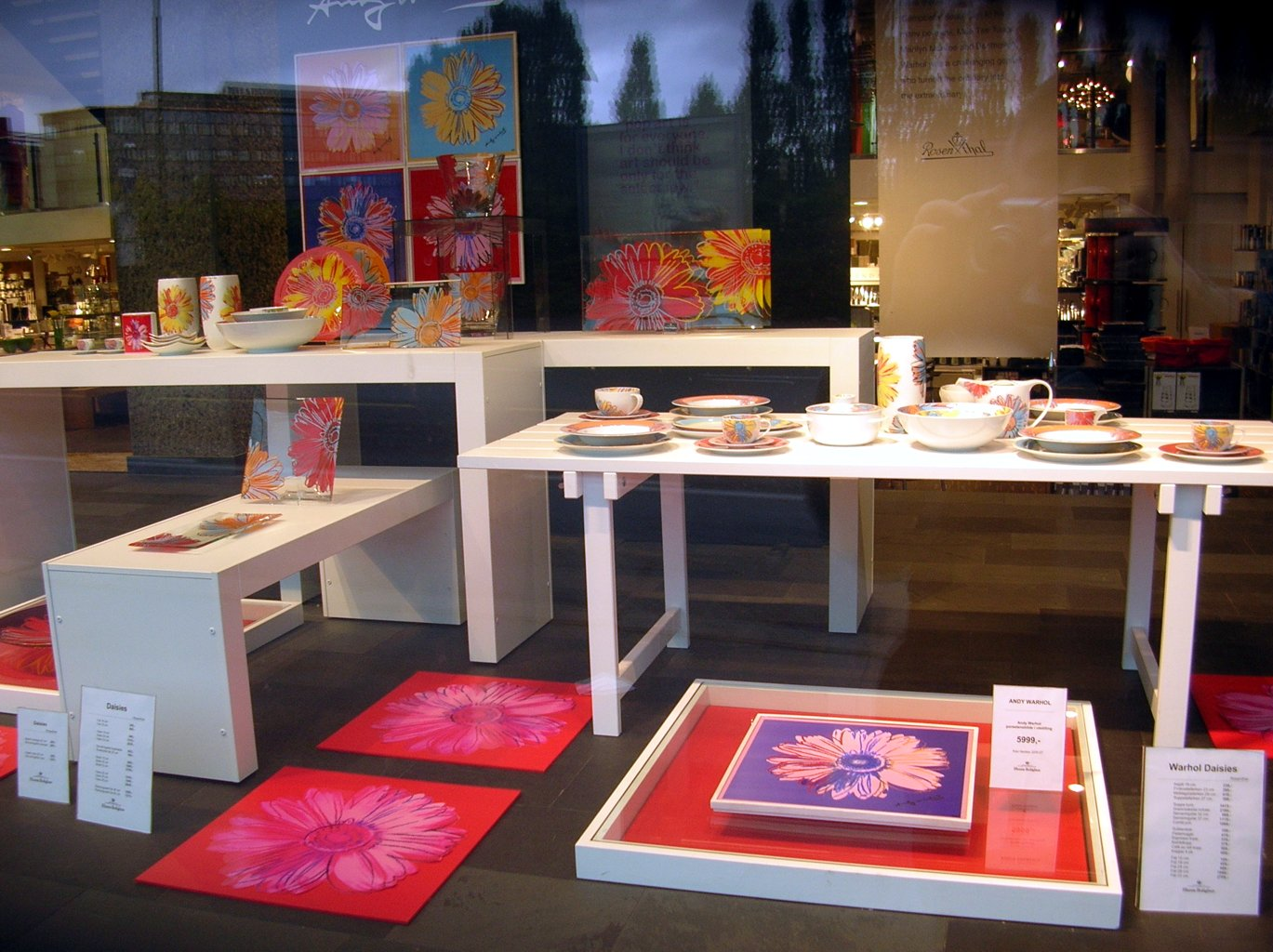
Design przedmiotów dekoracyjnych według projektów Warhola

Malując, pragnął znaleźć swoje miejsce w artystycznym świecie. W tamtych czasach pop-art, jak później zostanie nazwany, był już nurtem alternatywnym dla artystów chcących odłączyć się od action painting. Andy Warhol zwrócił się w stronę tego nowego wówczas stylu w sztuce, w którym przedmioty popularne mogły być częścią przekazu artysty. Jego wczesne dzieła powstałe w dekadzie lat 60. ukazują wizerunki zaczerpnięte bezpośrednio z komiksów, kreskówek i ogłoszeń, a przy tym są bardzo charakterystyczne i rozpoznawalne. Są ręcznie malowane z dodanymi kroplami ściekającej farby, które miały dodać jego obrazom powagi poprzez naśladowanie stylu Jacksona Pollocka i jemu współczesnych, którzy wówczas cieszyli się jeszcze ogromną popularnością. Warhol chciał być traktowany jak poważny artysta, chciał sprzedawać swoje dzieła, co mogło w konsekwencji oznaczać dla niego to samo.

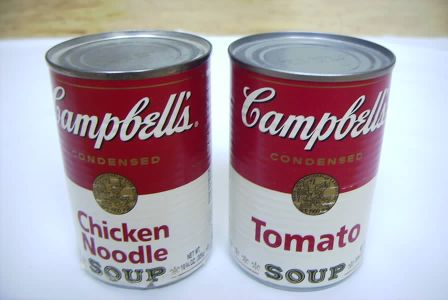
Słynne puszki zupy Campbell’s

Dla Warhola częścią określenia swojego miejsca w świecie sztuki było określenie własnego przekazu artystycznego. W 1961 r. w galerii Leo Castelliego zobaczył wystawione prace Roya Lichtensteina. Były to ogromne płótna z motywami zaczerpniętymi bezpośrednio z kreskówek. Z kolei typografię używał już Jasper Jones. Warhol poszukiwał wyróżniających go tematów i metod na tworzenie dzieł sztuki, dlatego też nastąpiła reorientacja w jego twórczości. Przyjaciele zasugerowali mu, że powinien malować rzeczy, które kocha najbardziej. Z racji tego, że Warhol zwykł brać rzeczy dosłownie, na swoją pierwszą większą wystawę namalował Puszki z zupą firmy Campbell, które jadał na obiad przez większość swojego życia. Kochał pieniądze, dlatego malował dolary. Kochał gwiazdy, więc także je malował. Rok 1962 był znamiennym dla jego kariery, ale również dla rozwoju pop-artu. Światło dzienne ujrzały słynne serie dolarów, zupy Campbell’s, Coca-Coli itp. Artysta stworzył także serię portretów Marilyn Monroe zaraz po jej śmierci w 1962 r. Wybrał najlepszy moment – umierająca aktorka przechodziła do mitu i legendy. Warhol wykorzystał do swojej serii obrazów jedną fotografię Marilyn, którą „odrealnił” i przetworzył w rodzaj ikony, poprzez nakładanie na tę fotografię plam ostrych, przerysowanych kolorów.
Z początków artystycznych Warhola rozwinął się jego późniejszy charakterystyczny styl i zbiór tematów. Eliminował powoli z procesu artystycznego manualne tworzenie dzieła. Warhol stosował sitodruk; jego późniejsze rysunki były zaczerpnięte ze slajdów. Innymi słowy, Warhol poszedł o krok dalej od malarza do projektanta obrazów. U szczytu swojej sławy jako malarz, Warhol miał wielu asystentów, którzy drukowali jego serie w różnych wariantach, według wskazówek Mistrza. Jednym z jego ważnych współpracowników w latach 1962–1968 był Gerard Malanga.
Z upływem czasu twórczość Warhola stała się bardziej konceptualna i bardziej refleksyjna w stosunku do samej sztuki. Celem serii „zrób to sam” i tzw. Plam Rorschacha był pop-komentarz do samej sztuki i do tego czym sztuka mogłaby być. Jego tapeta z krową (dosłownie, tapeta z motywem krowy) oraz jego obrazy utlenione (płótna przyrządzone z farby z domieszka miedzi, na której widoczne są plamy po utleniającym się moczu) są także niezmiernie ważne w tym kontekście. Równie istotny jest sposób w jaki te prace oraz ich produkcja odzwierciedlały zwyczaje i atmosferę w nowojorskiej Factory. Biografistyk Warhola, Bob Colacello, dostarcza fascynujących szczegółów dotyczących „osikanych obrazów” Andy’ego:
Victor...was Andy’s ghost pisser on the Oxidations. He would come to the Factory to urinate on canvases that had already been primed with cooper-based paint by Andy or Ronnie Cutrone, who was a second ghost pisser, much appreciated by Andy, who said that the vitamin B that Ronnie took made a prettier color when the acid in the urine turned the cooper green... Did Andy ever use his own urine? My diary shows that when he first began the series, in December 1977, he did... and there were many others: boys who’d come to lunch and drink too much wine, and find it funny or even flattering to be asked to help Andy ‘paint’. Andy always had a little extra bonuce in his walk and he led them to his studio... („Holy Terror – Andy Warhol Close Up”, New York, Harper/Colins, 1990, p. 343).
Zasugerowano, że Warhol mógłby tylko wziąć wizerunki rzeczy, które były wówczas w modzie i przyrządzić je w swoim własnym sosie (Warhol gravy), jednak dla Warhola zawsze istniała osobista więź między nim i jego przedmiotami. Zupa Campbell’s nie tylko funkcjonowała jako ilustracja z reklamy, ale była również nieodłączną częścią jego życia i wspomnień. Gdy był dzieckiem, jego matka karmiła go zupą kiedy był chory. Warhol kochał ją jeść także jako osoba dorosła. Dla niego (także dla wielu innych Amerykanów) zupa Campbell’s wzbudzała poczucie bycia w domu.
Wyróżnić można także inne istotne kryterium wyboru przedmiotów przez Warhola: musiały reprezentować bardziej filozoficzne pojęcie i mieć jakość metaforyczną. Warhol malował pieniądze, ponieważ chciał je posiadać. Częściowo jego twórczość miała przynosić mu dochód (oraz sukces, sławę, a może nawet miłość). W międzyczasie te właśnie dzieła mówiły o sztuce jako produkcie reklamowym: namalowane banknoty dolarów prezentowały pewną wartość pieniężną. W ten sposób, zamiast tylko przedstawiać banknoty, jego obrazy poruszały tematy takie jak wartość artystyczna lub też służyły jako komentarz do praktyki artystycznej.
Podobnie namalowane w jaskrawych kolorach fotografie katastrof (Red Car Crash, Purple Jumping Man, Orange Disaster) ukazywały grozę przedstawionego zdarzenia, ale także zwracały uwagę na sposób w jaki wizerunki te są trywializowane przez media. Zmieniając te przypadkowe wycinki w obrazy, Warhol przekształcił je w pomniki tragedii indywidualnych. Tak postrzegane, przedstawiają osobiste doświadczenie, jak i komentarz społeczny oraz ilustracje czasu, w którym media stawały się istotniejsze i stosowniejsze.
Atak na życie Warhola ze strony Valerii Solanas wniósł ze sobą zmiany w jego sztukę. Z tego okresu pochodzi jego znamienny portret wykonany przez fotografa Richarda Avedona, na którym widoczny jest tylko tors Warhola za szwami po kulach. Zaczął się przejmować bardziej swoim wyglądem i wykonał dużą ilość sitodruków z własną podobizną.
W pewnym momencie uświadomił sobie, że sam stał się „ikoną popkultury” i został w ten sposób „odrealniony”, tak samo jak obiekty jego obrazów. Świadomie, kreując się na symbol pop-kultury, celowo się „odrealniał” podając w każdym wywiadzie sprzeczne szczegóły na temat własnego życia. Po jakimś czasie całkowicie zamilkł – odpowiadając w wywiadach na każde pytanie tak albo nie.

### Reżyseria filmowa
Warhol pracował używając wielu środków artystycznych: malarstwa, fotografii, rysunku, rzeźby. Był także bardzo płodnym reżyserem. Jego pierwsze filmy pochodzą z 1963 r. Łącznie w latach 1963–1968 nakręcił ich ponad 60. Charakteryzują się brakiem scenariusza. Miały być zwierciadłem życia i ilustrować prawdziwe zachowania aktorów-ludzi. Jeden z jego najsłynniejszych, Sleep (1963), ukazuje mężczyznę (gra go John Giorno, z którym Warhol utrzymywał bliskie kontakty) śpiącego przez 8 godzin. Inny, 35-minutowy film Blow Job (1963), złożony jest z jedynego ciągłego ujęcia twarzy DeVerena Bookwaltera, z którym Willard Maas uprawia seks oralny. Empire (1964) to ośmiogodzinny materiał filmowy prezentujący Empire State Building w Nowym Jorku o zmierzchu. Vinyl (1965) jest adaptacją powieści Anthony’ego Burgessa Mechaniczna pomarańcza. Na innych filmach zostały nagrane zainscenizowane spotkania pomiędzy stałymi klientami Factory, w których występują: Brigid Berlin, Viva, Edie Sedgwick, Candy Darling, Holly Woodlawn, Ondine, Nico oraz Jackie Curtis. Legendarny artysta undergroundowy, Jack Smith, występuje w filmie Camp.
Najpopularniejszym i zarazem najbardziej krytycznie udanym filmem Warhola były Chelsea Girls (1966). Film okazał się wysoce nowatorski, ponieważ zawierał dwa 16-milimetrowe filmy wyświetlane jednocześnie i, tym samym, dwie odmienne historie toczyły się równocześnie. Z kabiny projekcyjnej dźwięk mógł być robiony głośniej w jednym filmie, aby wyjaśnić jakąś historię, podczas gdy w drugim równocześnie był ściszany. Zwielokrotnione obrazy przypominają nowatorskie serie Warhola na płótnie z lat 60. Wpływ dwóch obrazów wyświetlanych równoczesne na jednym ekranie oraz wielonarracyjnego stylu można zaobserwować np. w Timecode Mike’a Figgisa.
Inne ważne filmy to: My Hustler (1965) i Lonesome Cowboys (1968), sprośny pseudowestern. Blue Movie (1969), w którym supergwiazda Warhola, Viva, uprawia seks i wygłupia się w łóżku z mężczyzną przez 33 minuty, był ostatnim filmem Warhola-reżysera. Film był jednocześnie skandaliczny przez swoje szczere podejście do zbliżenia seksualnego. Przez wiele lat Viva odmawiała pozwolenia na publiczne wyświetlenie filmu. Stało się to dopiero w 2005 r. w Nowym Jorku, po przeszło trzydziestu latach.
Po pamiętnych strzałach z 3 czerwca 1968 r., samotnik Warhol porzucił osobiste zaangażowanie w kręcenie filmów. Jego pomocnik i asystent, Paul Morrissey, przejął codzienną pracę reżyserowania filmów dla zespołu Factory, kierując kino Warhola w stronę filmów o wyodrębnionym głównym wątku, opartych bardziej na narracji, np.: Flesh, Trash i Heat. Wszystkie jego filmy, włączając także późniejsze Andy Warhol’s Dracula czy Andy Warhol’s Frankenstein, były dużo bardziej jednowątkowe, niż cokolwiek, co Warhol jako reżyser kiedykolwiek próbował zrobić. We wszystkich późniejszych filmach „Warhola” robionych szczerze dla pieniędzy grał Joe Dallesandro, który był już gwiazdą Morrisseya, a nie prawdziwą supergwiazdą Andy’ego Warhola.
W celu ułatwienia sukcesu na rynku filmów znakowanych przez Warhola i reżyserowanych przez Morrisseya, wszystkie wcześniejsze awangardowe filmy z The Factory zostały usunięte z dystrybucji i pokazów.
Inny film, Andy Warhol’s Bad (1977), wywarł znaczący wpływ jako „film Warhola”, ale wyreżyserowany przez Jeda Johnsona. Główne role zagrali: nieznana Carroll Baker i młody Perry King.
Pierwszy tom katalogu filmów wyprodukowanych przez The Factory został wydany na wiosnę 2006 r.

### Filmografia
| - Blow Job (1963) - Eat (1963) - Haircut (1963) - Kiss (1963) - Naomi's Birthday Party (1963) - Sleep (1963) - 13 Most Beautiful Women (1964) - Batman Dracula (1964) - Clockwork (1964) - Couch (1964) - Drunk (1964) - Empire (1964) - The End of Dawn (1964) - Lips (1964) - Mario Banana I (1964) - Mario Banana II (1964) - Messy Lives (1964) - Naomi and Rufus Kiss (1964) - Tarzan and Jane Regained... Sort of (1964) - The Thirteen Most Beautiful Boys (1964) - Beauty #2 (1965) - Bitch (1965) - Camp (1965) - Harlot (1965) - Horse (1965) - Kitchen (1965) - The Life of Juanita Castro (1965) - My Hustler (1965) - Poor Little Rich Girl (1965) - Restaurant (1965) - Space (1965) | - Taylor Mead's Ass (1965) - 'Vinyl' (1965) - Screen Test (1965) - Screen Test #2 (1965) - Ari and Mario (1966) - Hedy (1966) - Kiss the Boot (1966) - Milk (1966) - Salvador Dalí (1966) - Shower (1966) - Sunset (1966) - Superboy (1966) - The Closet (1966) - Chelsea Girls (1966) - The Beard (1966) - More Milk, Yvette (1966) - Outer and Inner Space (1966) - The Velvet Underground and Nico (1966) - The Andy Warhol Story (1967) - Tiger Morse (1967) - **** (1967) - Imitation of Christ (1967) - The Nude Restaurant (1967) - Bike Boy (1967) - I, a Man (1967) - San Diego Surf (1968) - The Loves of Ondine (1968) - Blue Movie (1969) - Lonesome Cowboys (1969) - L’Amour (1972) |

### Muzyka
Warhol w latach 60. współpracował z grupą The Velvet Underground. Zaprojektował okładkę do ich pierwszego albumu The Velvet Underground & Nico. Po osiągnięciu przez nich sukcesu, Warhol i lider grupy, Lou Reed, przestali się ze sobą zgadzać co do kierunku, jaki zespół powinien obrać. Konsekwencją było wygaśnięcie kontaktu między artystami.
Warhol zaprojektował także okładkę dla albumu zespołu The Rolling Stones Sticky Fingers (1971), a cztery lata później został zatrudniony do wykonania kilku portretów lidera grupy, Micka Jaggera.
W 1990 r. Reed nagrał wraz z kolegą z zespołu The Velvet Underground, Johnem Calem, album zatytułowany Songs for Drella (Warhola przezywano Drella). Na płycie Reed przeprasza i godzi się ze swoim udziałem w konflikcie.
Warhol był w dobrych stosunkach z wieloma muzykami, m.in. z Bobem Dylanem i Johnem Lennonem. Pojawił się także jako barman w teledysku zespołu The Cars do singla Hello Again oraz w teledysku grupy Curiosity Killed The Cat do singla Misfit (oba klipy, a także inne, były wyprodukowane przez Warhola).
Spotykał się także dość często z muzykami z zespołu Duran Duran.

### Książki i druki
Warhol napisał wiele książek:
- A, a novel (1968) to literacka transkrypcja. Zawiera błędy ortograficzne oraz fonetycznie zapisane dźwięki hałasu i mamrotania z nagrania Ondine i wielu przyjaciół Warhola, spędzających czas w The Factory na rozmowach itp.
- The Philosophy of Andy Warhol from A to B and back again (1975) – Filozofia Andy’ego Warhola; od A do B i z powrotem. Według wstępu Pat Hackett do Pamiętników Andy’ego Warhola, to ona napisała transkrypcję i tekst książki opartej na codziennych rozmowach telefonicznych, czasem (gdy Warhol był w podróży) posługując się nagranymi kasetami, które Andy Warhol jej dał. Powiedziała, że nagrania zawierały rozmowy z Brigid Berin i z poprzednim wydawcą czasopisma Interview, Bobem Colacello.
- Popism: The Warhol Sixties (1980), autorstwa Andy’ego Warhola i Pat Hackett. To retrospektywa lat sześćdziesiątych i roli pop-artu.
- The Andy Warhol Diaries (1989, red. Pat Hackett) to wydany pamiętnik Warhola dyktowany Pat Hackett w codziennych rozmowach telefonicznych. Warhol zaczął prowadzić pamiętnik, aby zachować rejestr swoich wydatków, chociaż wkrótce dodał tam także swoje prywatne i kulturalne obserwacje.

W Polsce ukazały się: Filozofia Warhola od A do B i z powrotem (tłumaczenie: Joanna Raczyńska, WKTS 2005), zbiór wywiadów Będę twoim lustrem (tłumaczenie: Marcin Zawada, WKTS 2006) oraz biografia Andy Warhol. Życie i śmierć autorstwa Victora Bockrisa (tłumaczenie: Piotr Szymor, WAB 2005)
Warhol stworzył modny magazyn Interview, który był wydawany do 2018 roku. Nieregularne pismo, którym wykonany jest tytuł na okładce, jest uważane albo za jego własne dzieło, albo jego matki, Julii Warhola, która często wykonywała napisy do jego wczesnych kompozycji reklamowych.

### Inne środki artystyczne
Chociaż Andy Warhol znany jest przede wszystkim ze swoich obrazów i filmów, rozwijał się także w innych dziedzinach sztuki:
- Rysunek: Warhol zaczął swoją karierę rysując ilustracje reklamowe dla czasopism, używając przy tym plam tuszu. Najbardziej znane są jego obrazy butów. Niektóre z jego rysunków były opublikowane w małych broszurach, np. Yum, Yum, Yum (o jedzeniu), Ho, Ho, Ho (o świętach bożego narodzenia) i Shoes, Shoes, Shoes (o butach). Jego najsłynniejsza książka z rysunkami to najprawdopodobniej The Gold Book, uzupełniona osobistymi rysunkami przedstawiającymi młodych mężczyzn. Nazwa książki pochodzi od stron udekorowanych złotymi liśćmi.
- Rzeźba: Najpopularniejszą rzeźbą Warhola są Brillo Boxes, drewniane repliki opakowań mydła Brillo. Wśród innych znanych dzieł można też wyróżnić Silver Floating Pillows, wypełnione gazem, srebrne, balony w kształcie poduszek, które wylatywały przez okno podczas jednej z prezentacji.
- Dźwięk: Warhol zawsze nosił ze sobą dyktafon, nagrywając wszystko, co każdy powiedział i zrobił. Odnosił się do tego urządzenia jak do swojej żony. Niektóre z tych nagrań były podstawą do jego prac literackich. Przykładem jego dźwiękowego dzieła jest Invisible Sculpture, czyli prezentacja, w której alarm antywłamaniowy włączał się, gdy ktoś wchodził do pokoju. Współpraca Warhola z muzykami z zespołu The Velvet Underground była pokierowana chęcią zaistnienia jako producent muzyczny.
- Telewizja: Andy Warhol marzył o programie telewizyjnym, który chciał nazwać The Nothing Special, o jego ulubionym temacie, czyli o niczym. Później stworzył dwa programy dla telewizji kablowych: Andy Warhol’s TV (1982) i Andy Warhol’s Fifteen Minutes (1986) dla MTV. Oprócz swoich własnych programów pojawiał się regularnie w telewizji, między innymi w Statku miłości, w odcinku, w którym kobieta (grana przez Marion Ross) obawia się, że Andy Warhol ujawni jej mężowi (gra go Tom Bosley) jej sekretną przeszłość gwiazdy Warhola, Mariny del Rey.
- Moda: Warhol powiedział:

I’d rather buy a dress and put it up on the wall, than put a painting, wouldn’t you?
(Prędzej kupię sukienkę i powieszę ją na ścianie niż umieszczę tam obraz.)
Warhol przyjaźnił się z Halstonem, który był projektantem mody. Prace Warhola zawierają sukienki wykonane sitodrukiem oraz książki i obrazy o modzie. Przez krótki czas pracował jako model.
- Performance: Warhol wraz z przyjaciółmi odgrywali happeningi i prezentacje teatralne podczas przyjęć. Zawierały one muzykę, film i projekcje slajdów. The Exploding Plastic Inevitable jest szczytem jego osiągnięć w tej dziedzinie sztuki.
- Fotografia: Do produkcji serigrafii używał fotografii wykonanych przez siebie, przyjaciół lub asystentów. Zdjęcia te przeważnie robione były specjalnym modelem Polaroida. Fotograficzne podejście do malarstwa i jego migawkowa metoda miały wielki wpływ na przyszłą fotografię artystyczną. Jego późny dorobek składa się ze zszytych ze sobą czarnych i białych zdjęć.
- Grafika komputerowa: Warhol uczestniczył wraz z piosenkarką Debbie Harry w premierze komputera Amiga 1000 w 1985 roku, gdzie stworzył swoje pierwsze komputerowe grafiki. Później używał Amigi 1000 także w swoim studio w latach 1985–1986, dyskietki z jego pracami zostały odnalezione w 2014 roku, można je zobaczyć na stronie internetowej The Andy Warhol Museum, gdzie jest także opisana przygoda artysty z Amigą.

### Produkty
Warhol w wielu dziedzinach swojej działalności zajmował częściej miejsce producenta czy dyrektora niż samego twórcy. Z artysty stopniowo stawał się osobą decydującą o kierunku swojej firmy – The Factory. Dysponował personelem, który był zaangażowany w produkcję dzieł Andy’ego Warhola. Wymyślał ideę związaną z danym przedmiotem i nadzorował jej wykonywanie.
Warhol doskonale sprawdzał się w tej roli i tym samym był zdolny do rozwijania swojej działalności artystycznej w różnych dziedzinach. Założył plotkarskie czasopismo Interview, stwarzając przy tym nowa scenę dla amerykańskich gwiazd oraz pracę dla swoich przyjaciół. Przyjął młodego malarza Jean-Michela Basquiata wraz z grupą The Velvet Underground i zaprezentował ich światu jako swoje najnowsze zainteresowanie, współpracując z nimi i kształtując ich image. Warhol wytwarzał w The Factory wobrażenia nowych przedmiotów, ale także wizerunki nowych ludzi. Wszystko stanowiło część jego produkcji artystycznej. Warhol podpisywał produkty, pojawiał się w reklamach, zawierał interesy, sprzedał nawet swój oddział do kręcenia filmów, gdy nie chciał już poświęcać tyle czasu na filmowanie samego siebie.
Pod tym względem prawdziwe jest stwierdzenie Warhola o Art Business czy Business Art. Uważał również, że interesy są najlepszym rodzajem sztuki. Jak na tamte czasy, była to nowa i radykalna postawa. Warhol i inni przedstawiciele pop-artu określili pozycję współczesnego artysty jako osoby profesjonalnej, komercyjnej i popularnej. Artysta to także, według nich, logiczna i wartościowa część społeczeństwa, która w sztuce używa metod i symboliki dostępnej dla wszystkich. Być może właśnie to było najznamienitszym rezultatem pop-artu: filozoficzne i praktyczne włączenie sztuki w życie każdego człowieka oraz sztuka jako wytwór społeczeństwa.

## Muzea dotyczące Andy’ego Warhola

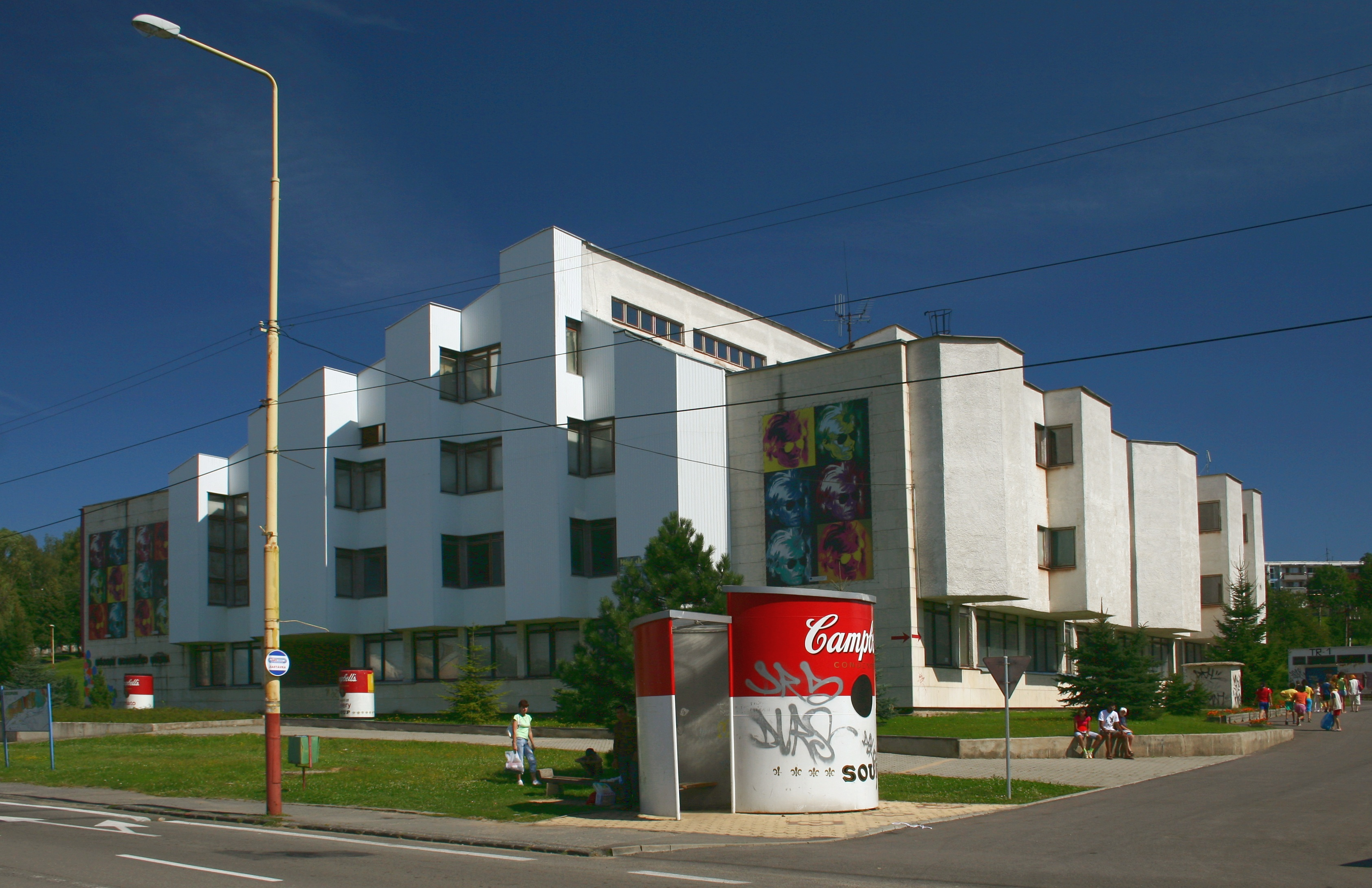
The Warhol Family Museum of Modern Art w Medzilaborcach

The Andy Warhol Museum znajduje się w Pittsburgu, w Pensylwanii. Jest to największe amerykańskie muzeum sztuki poświęcone jednemu artyście. Jest posiadaczem ponad czterech tysięcy dzieł samego artysty.
Pośród innych instytucji kulturalnych poświęconych Andy’emu Warholowi należy wyróżnić The Warhol Family Museum of Modern Art założone w 1992 r. w Medzilaborcach na Słowacji przez brata, Johna Warhola i The Warhol Fundation działającą w Nowym Jorku. Kolekcja składa się z kilku oryginałów ofiarowanych głównie przez powyższą fundację oraz z osobistych przedmiotów ofiarowanych przez krewnych Warhola.

## Filmy o Andym Warholu
Andy’ego Warhola zagrał m.in. Crispin Glover w filmie Olivera Stone’a The Doors (1991). W jego role wcielili się także: David Bowie w filmie Juliana Schnabela Basquiat (1996); Jared Harris w I Shot Andy Warhol (1996) Mary Harron; Sean Gregory Sullivan w 54 (1998) Marka Christophera. W najnowszej produkcji George’a Hickenloopera Dziewczyna z fabryki, która ukazała się we wrześniu 2006 r. w Stanach Zjednoczonych, Andy’ego Warhola zagrał Guy Pearce.
Gus Van Sant planował na początku lat 90. nakręcić film o życiu Warhola. Główną rolę miał zagrać River Phoenix, jednak jego przedwczesna śmierć zniweczyła reżyserskie plany.
W 2022 Netflix zrealizował 6-odcinkowy serial dokumentalny Pamiętnik Andy’ego Warhola.

## Inne
Niderlandzki twórca Typex wydał przeszło 500-stronicowy biograficzny komiks pt. Andy. Opowieść faktograficzna, poświęcony życiu Warhola w 2018 roku (polskie wydanie w 2022 roku).